# Borgoforte
Borgoforte település Olaszországban, Lombardia régióban, Mantova megyében.  Borgoforte Bagnolo San Vito, Curtatone, Motteggiana, San Benedetto Po, Viadana, Virgilio és Marcaria községekkel határos.

## Népesség
A település népességének változása:
 2014-ben egyesült Virgilióval, létrehozva Borgo Virgilio települést.